# Szentistván, Borsod-Abaúj-Zemplén
Szentistván este un sat în districtul Mezőkövesd, județul Borsod-Abaúj-Zemplén, Ungaria, având o populație de 2.580 de locuitori (2011). 

## Demografie
Componența etnică a satului Szentistván
     Maghiari (94,17%)
     Romi (4,58%)
     Necunoscut (0,37%)
     Alții (0,88%)
Componența confesională a satului Szentistván
     Romano-catolici (53,14%)
     Fără religie (8,49%)
     Reformați (4,77%)
     Necunoscută (32,29%)
     Alte religii (2,21%)
Conform recensământului din 2011, satul Szentistván avea 2.580 de locuitori. Din punct de vedere etnic, majoritatea locuitorilor (94,17%) erau maghiari, cu o minoritate de romi (4,58%). Apartenența etnică nu este cunoscută în cazul a 0,37% din locuitori.  Din punct de vedere confesional, majoritatea locuitorilor (53,14%) erau romano-catolici, existând și minorități de persoane fără religie (8,49%) și reformați (4,77%). Pentru 32,29% din locuitori nu este cunoscută apartenența confesională.